# Teulada
Teulada (sardinski: Teulàda) je grad i općina (comune) u pokrajini Južnoj Sardiniji u regiji Sardiniji, Italija. Nalazi se na nadmorskoj visini od 50 metara i ima 3 604 stanovnika.
 Prostire se na 246,19 km². Gustoća naseljenosti je 15 st/km².
Susjedne općine su: Domus de Maria, Masainas, Piscinas, Pula, Santadi i Sant'Anna Arresi.